# Hà Khẩu (phường)
Hà Khẩu là một phường của thành phố Hạ Long, tỉnh Quảng Ninh, Việt Nam.

## Lịch sử
Đầu thế kỷ 19 là xã Tiêu Giao, tổng Vạn Yên huyện Hoành Bồ.
Năm 1955, do Hà Khẩu quá trù phú rộng lớn, chính quyền quyết định tách từ Hà Khẩu ra thêm 1 phường nữa, là phường Hà Khẩu 2, sau đổi tên phường Việt Hưng.
Từ 4/1974 hợp nhất với khu phố Giếng Đáy của thị trấn Bãi Cháy thành thị trấn Giếng Đáy thuộc thị xã Hòn Gai.
Ngày 10/8/1981, thị trấn Giếng Đáy được chia thành 2 phường Giếng Đáy và Hà Khẩu.

## Điều kiện tự nhiên
Địa hình phường chủ yếu là đồi núi, cao nhất là núi Tràng Kênh cao 155m. Có hai vạt ruộng hẹp là đất canh tác của hai hợp tác xã An Tiêm và Tiêu Giao (là hai làng cổ, hiện nay vẫn còn đình và chùa là di tích lịch sử cấp Quốc gia). Xưa có rừng rậm, nhiều chim thú, nay trồng thông, bạch đàn và thỉnh thoảng còn thấy thú rừng.

## Kinh tế xã hội
Tài nguyên chính là những đồi đất sét tốt làm nguyên liệu gốm. Trên địa bàn có Nhà máy Viglacera anh hùng lao động với thương hiệu Viglacera Hạ Long và Gạch Giếng Đáy nổi tiếng (trước đây là Công ty Gốm xây dựng Hạ Long của Bộ Xây dựng), xí nghiệp xăng dầu Quảng Ninh và công ty cổ phần Công trình giao thông Quảng Ninh.
Quốc lộ 18A và đường Tiêu Giao tạo nên Ngã ba Đường Mới, Quốc lộ 279 và đường Tiêu Giao tạo nên Ngã ba Hà Khẩu ở trung tâm phường gần với Chợ Hà Khẩu. Dân trong phường chủ yếu là công nhân xí nghiệp nhà máy, một số làm nông nghiệp và dịch vụ.
Các đường phố chính: QL18A, Tiêu Giao, An Tiêm, Việt Thắng,...